# Ібрагім III Богра-хан
Ібрагім III Богра-хан (д/н — 1202) — 3-й каган Східно-Караханідського ханства в Узгені 1162—1178 роках (як Ібрагім III), каган Західнокараханідського ханства у 1178—1202 роках (як Ібрагім IV).

## Життєпис
Походив з гасанідської гілки династії Караханідів. Син Хусейна Тогрул-Карахана. Спадкував владу в Узгені 1162 року після смерті брата Махмуда Тоган-хана.
Протягом 1160-х й початку 1170-х років брав участь у походах каракитаїв проти Хорезму і огузів. З 1175 року з огляду на поразки каракитайського гурхана Єлу Чжулху від хорезмійців та найманів взяв курс на здобуття незалежності.
1178 року скористався відсутністю основного війська каракитаїв, що боролося проти кочівників на сході рушив проти Мухаммада III, кагана Західнокараханідського ханства, якого повалив, захопивши Самарканд. В Узгені він поставив правителем свого брата Насра. Проте зберігав вплив на своє колишнє ханство.
Втім вимушений був протистояти хорезмшаху Текішу й гурхану Єлу Чжулху. 1182 року перший захопив в Ібрагіма Богра-ханна місто Бухару. Цим скористався Ахмад Кадир-хан, що  став незалежним в  Узгенні. Разом з тим каракитаї стикнулися з нападами кипчаків. Зрештою до 1187 року дипломатією зумів досягти миру з усіма сусідами. 1200 року підчас війни Хорезма з Гурідським султанатом відвоював Бухару.
Встановлення політичної стабільності сприяло відродженню господарства, ремісництва і торгівлі. При дворі Ібрагіма Богра-хана в Самарканді склався науковий і літературний центр. За наказом кагана в Самарканді також було зведено новий палац, що став найяскравішим архітектурним твором того часу.
Помер 1202 року. Йому спадкував син Усман ібн Ібрагім.